# Gastroenterologia
La gastroenterologia  è quella branca della medicina interna che si occupa dello studio e della terapia delle malattie del tratto gastrointestinale. Si tratta di una branca medica, il cui medico specialista si chiama 'gastroenterologo'.

## Competenze
Studia gli organi interessati grazie soprattutto a procedure endoscopiche con le quali procede alla diagnosi e successivamente al trattamento di queste patologie.

## Etimologia
Il termine deriva dal greco (gaster stomaco, enteron intestino e logos discorso).

## Anatomia
La gastroenterologia studia le malformazioni e le patologie a carico di:
- Esofago
- Stomaco
- Fegato e vie biliari
- Pancreas
- Intestino tenue
- Colon
- Retto

## Principali patologie gastrointestinali
- Disturbi gastrointestinali
- Esofagite
- Gastrite
- Gastroenterite
- Gastroenterocolite
- Gastroduodenite
- Ulcera
- Epatite
- Cirrosi
- Pancreatite
- Colite
- Ileite
- Peritonite
- Colecistite
- Proctite
- Enterite
- Colangite acuta
- Rettocolite ulcerosa
- Appendicite
- Ernia iatale
- Reflusso gastroesofageo patologico
- Sindrome del colon irritabile
- Intolleranza al lattosio
- Celiachia
- Malattia di Crohn
- Malassorbimento
- Disbiosi
- Parassitosi intestinale
- Indigestione
- Candidosi
- Dissenteria
- Emorroidi
- Tumore dell'esofago
- Tumore allo stomaco
- Tumore al fegato
- Tumore al pancreas
- Tumore dell'intestino tenue
- Tumore del colon retto

## Principali tecniche diagnostiche
- Ecografia
- Gastroscopia
- Colonscopia
- Rettoscopia
- TAC
- Esame delle feci
- Esami del sangue

## Interventi sul sistema gastrointestinale
- Gastrostomia
- Gastropessi
- Duodenodigiunostomia
- Duodenocefalopancresectomia
- Colecistectomia
- Video-laparo-chirurgia